# Ja! (album)
Ja! is een album van Spinvis uitgebracht in 2006, dat hij samen maakte met Simon Vinkenoog. Er staat dan ook Vinkenoog / Spinvis Combo op de albumhoes. Op dit album leest Vinkenoog gedichten voor onder muzikale begeleiding van Spinvis en band.
Ja! vloeit voort uit een ontmoeting tussen Vinkenoog en Spinvis op de Dag van de Literatuur in de Rotterdamse Doelen. Op een hete zomerdag in 2005 kwamen Simon Vinkenoog en het Spinvis-combo samen in een Amsterdamse studio om deze plaat op te nemen. Louis Lehman(n) (op de hoes consequent met één n gespeld) was er ook, fysiek maar vooral geestelijk, vandaar de Louis Lehman Suite.
Het nummer The Flying Dutchman is in 1969 en 1994 al eens eerder met de titel Captain Decker door Vinkenoog uitgebracht, met respectievelijk The Tower (van Boudewijn de Groot) en Shine.

## Tracklist
| Ja!                                                               | 6:54 |
| The Flying Dutchmen                                               | 6:53 |
| Gnomendans                                                        | 6:38 |
| Louis Lehman Suite                                                | 3:23 |
| Goddank Het Licht!/Quick Quick Slow (Live in Paradiso 21-01-2006) | 5:25 |
| Talatta (Uit Het Sienjaal)                                        | 7:47 |
| Lieverd                                                           | 5:43 |